# Michael James Andrews
Michael James Andrews (* 30. Oktober 1928 in Norwich; † 19. Juli 1995 in London) war ein britischer Maler.

## Leben
Michael Andrews wurde als zweites Kind von Thomas Viktor Andrews und Gertrude Emma Green in Norwich, England geboren. Mit 18 Jahren begann er einen Samstagskurs im Malen mit Ölfarben an der Norwich Art School. 1949 bis 1953 studierte er Kunst an der Slade School of Fine Art in London. Andrews gehörte zusammen mit Francis Bacon, Lucian Freud, Frank Auerbach und Leon Kossoff der ersten Generation der Künstlergruppe der School of London an. Während sich in der Zeit nach dem Zweiten Weltkrieg die bekanntesten Künstler von der Malerei abwandten und sich eher anderen künstlerischen Möglichkeiten anschlossen, blieb die Vereinigung fast unbeeinflusst von jenen neuen Bewegungen von boomenden Kunstgattungen. Sie alle hielten an ihrem Glauben an die besondere Bedeutung der figürlichen Malerei von Anfang an fest. Obwohl sie sich alle stilistisch sehr voneinander unterschieden, verband sie nicht nur die Passion für die Gattung der Malerei, sondern auch die Tradition der Darstellung der menschlichen Gestalt und ihrer Umgebung.

## 1949 bis 1958
In den Jahren zwischen 1949 und 1953 studierte Andrews an der Slade School of fine Arts in London unter der Leitung des bekannten Künstlers William Coldstream. Zu seinen wichtigsten Frühwerken zählen August for the People (1952) und A Man who Suddenly fell over (1952). Als er im Jahre 1958 in Helen Lessores Beaux-Arts Gallery in London ausstellte, wurde sein Werk A man who suddenly fell over von der berühmten Tate Gallery gekauft, worauf Andrews größere Bekanntheit erlangte.

## Porträts
Ebenso gehören einige Porträts zu Michael Andrews’ Œuvre. Neben Porträts von Freunden wie Tim Behrens oder John Deakin fertigte er auch einige Selbstbildnisse an. Auch befasst er sich mit Studien von Köpfen verschiedenster Popstars der 1960er, wie beispielsweise jene von Arthur Brown von 1968 mit dem Titel Study of a Head for ‚Lights‘ No. 3. Doch handelt es sich dabei um eine eher geringe Zahl an Porträts, die er im Laufe seines Künstlerdaseins schuf.

## 1962 bis 1969: „Parties“
In seinen frühen Jahren als Künstler beschäftigte sich Andrews sehr stark mit sozialen Gruppierungen. Diese Schaffensphase der 1960er Jahre läuft unter dem Namen der Partys. Als wichtigstes Beispiel dient hier das 1962 entstandene Werk The Colony Room I. Dabei erkennt man Gruppierungen verschiedener Figuren, bei denen es sich um Andrews Freunde und Bekannte handelt, die sich im angesagten Colony Room Club in der Dean Street in Soho aufhalten. Von links nach rechts sind Jeffrey Bernard, John Deakin, Henriette Moraes, Bruce Bernard, Lucian Freud, Muriel Belcher, Francis Bacon, Ian Board und Carmel abgebildet worden. The Colony Room I. dient als offizielles Bild der School of London. Auch The Deer Park (1962) ist eine Darstellung von verschiedensten Charakteren, dessen Thema das soziale Benehmen und dessen Interaktionen ist. Die Figuren in dem Werk basieren auf verschiedenen realen Fotografien von Menschen aus dem Show Business, Film und Literatur, aus Vergangenheit oder Jenseits. Marilyn Monroe, Brigitte Bardot, Ian Fleming und auch der Poet Arthur Rimbaud sind in dem Werk abgebildet worden. Ebenfalls inspiriert wurde Andrews Gemälde durch Michelangelo Antonionis Film „La Notte“ von 1961. Als wichtigste Werke seiner Party-Reihe zählen The Colony Room I. (1962), The Deer Park (1962), All Night Long (1963–64) und Good and Bad at Games (1964–68). Bei beiden letzteren wurde Andrews von Francis Bacon inspiriert, welcher zur damaligen Zeit dem Thema des Triptychon als Darstellungsform verfallen war.
Sein überzeugtes Festhalten am Figürlichen als auch seine Vorliebe für Gruppenkompositionen sind für Andrews von Beginn an charakteristisch. Verschiedene Menschen – oft Freunde oder Verwandte – stellt er in einen alltäglichen Kontext. Besonders auffällig wird Andrews Affinität zu Gruppendarstellung in seiner Party-Serie in den 1960er Jahren deutlich, in denen es hauptsächlich darum geht, einzelne Menschen in ihrem natürlichen Umkreis darzustellen und sie miteinander zu verbinden. Die Darstellung der zwanglos wirkenden Haltungen einzelner Gruppen wie beispielsweise in Andrews bekanntesten Werk The Colony Room I. täuschen den Betrachter oft darüber hinweg, dass genau das für Andrews ein sehr wichtiges Thema ist. Denn diese zeigen dessen Anliegen derer formalen Beziehung unter- bzw. zueinander. Soziale Konfrontationen und wie sich dabei deren Charaktere verändern – wie jeder seine Rolle spielt – sind die Hauptthemen seiner frühen Schaffensphase.

## 1970 bis 1975: „Lights“
In den fünf Jahren zwischen 1970 und 1975 arbeitete Andrews an einer neuen Serie von Bildern, bei denen er einen Ballon als Hauptfigur benutzte. Lights wurde diese Serie von gerade einmal sieben Werken benannt. Bei dem Titel wurde Andrews von Arthur Rimbauds Gedicht „Les Illuminations“ inspiriert. Dabei ist Andrews nun nicht mehr die figürliche, menschliche Darstellung an sich wichtig. Denn der Mensch ist nun nicht mehr direkt gemalt, uns aber immer noch als stiller Beobachter dieser Szene oder auch als Passagier eines über Wasser oder Land schwebenden Ballons, zugänglich. Für Andrews dient der Ballon als Metapher für das Selbst. Lights VII: a Shadow ist das reduzierteste, aber erfolgreichste Werk seiner kleinen Serie. Im Jahre 1974 stellte er Lights, bei der er zum größten Teil Acrylfarben mit einer Sprühpistole verwendete, in der Anthony d’Offay Gallery aus.

## 1977 bis 1981: „School“
In den 1970er Jahren begann Andrews erneut seine Interessen und sein Hauptthema auf das Verhalten von verschiedenen Gruppen zu beschränken. In diesem Fall handelt es sich jedoch weniger um das von Menschen während gesellschaftlichen Anlässen, es handelt nunmehr darum, wie sich allgemein Menschen, Tiere etc. in verschiedene Gruppen zusammenfinden und verhalten. Bei School IV: Barracuda under Skipjack Tuna (1978) stellte Andrews jeden einzelnen dargestellten Fisch in seiner einzigartigen und schimmernden Farbigkeit dar. Großen Bemühungen steckte er in die verschiedenen lichtbrechenden Schuppenmäntel der Fische. Obwohl jedes Individuum seinen ganz eigenen Schimmer erzeugt und sie sich alle unterscheiden, so sind sie jedoch auch alle gleich. Für Andrews war die Schuppenhaut der Fische wie eine Art Uniform und erinnerte ihn an die Einheitskleidung, welche verschiedenste Gemeinschaften bilden und als Einheit repräsentieren. Es war für ihn eine Verbindung zwischen den Fischen und den Menschen, denn Andrews erkannte in den Gewohnheiten von Personen in Gruppen eine große Ähnlichkeit zu derer der Fische in Schwärmen. Auch sein Werk Melanie and Me Swimming (1978–79), bei dem er selbst mit seiner Tochter (* 1970) beim Schwimmen abgebildet ist, gehört zu dieser Gruppe von Bildern, in denen Andrews das Verhalten von Fischschwärmen an seinem eigenen Aquarium zu Hause studierte. In dieser Reihe präsentierte, veranschaulichte und vereinte Andrews verschiedenste Darstellungen von Wasser, das Schwimmen und andererseits die Verbindung von einzelnen Individuen in eine Gruppe.

## 1976 bis 1986: „The Scottish Landscapes“
In den späten Siebzigern, 1975, machte Andrews eine Reise in die schottische Landschaft. Die formalen Gärten und die umgebenden Hügel und Berge von Drummond Castle in Perthshire inspirierten Andrews so sehr, dass er sich von da an mit schottischer Literatur und Geschichte auseinandersetzte. 25 fast schon fotografische Bilder entstanden von der Landschaft Schottlands. Der Fokus ist stark auf die idyllische, grüne Landschaft Schottlands gelegt und mit einer Jagdszene verbunden. Allgemein handelt es sich bei den Titeln dieser Serie wie Alistair’s Day: 2nd Stalk (1980) oder Peter’s Day um die abgebildete Person im Vordergrund, die mit ihrer Waffe jeweils in scharfem Kontrast zu der idyllischen Natur und der laufenden Tiermeute im Hinter- bzw. Mittelgrund steht.

## 1983 bis 1989: „The Ayer Rocks“
Eine seiner letzten Serien startete Andrews mit den berühmten, großformatigen Bildnissen des Ayers Rock (Uluru). Im Oktober des Jahres 1983 ging er auf eine Reise zum Ayers Rock in Australien. Diese Landschaft inspirierte und beeinflusste sein weiteres Schaffen stark. Andrews hatte dabei ein Subjekt von für sich angemessenem Ausmaß, Farbe und Bedeutsamkeit für das Level seiner Beschäftigung entdeckt. Dies erkennt man an den überdimensionalen Maßen von The Cathedral, North-East Face/Uluru (Ayers Rock)(1984–85), dessen Leinwand ganze 243,8 cm auf 426,7 cm misst. Durch dessen flirrend dargestellte Oberfläche kreiert er eine täuschend echte Darstellung der heißen, windigen Wüste Australiens. Die Bilder sind technisch blendend; voller radikaler stilistischer Variationen. Mit akkurater fotografischer Betrachtung zeichnet er mit intimsten Details die australische Landschaft. Diese Serie fällt jedoch sehr aus Andrews Raster. Denn während der Künstler als Mitglied der School of London stets in irgendeiner Art und Weise der Tradition der figürlichen Malerei treu blieb, bildet diese Serie eine Ausnahme in seinem Werk. Zum ersten Mal handelt es sich nicht um Figuren von Menschen oder Tieren, sondern nur um das Kulturgut der Aborigines in ihrer einzigartigen Schönheit.

## Späte Werke
Am Ende des 20. Jahrhunderts entstanden einige abstraktere Gemälde von der Themse. Während dieser Schaffensphase entdeckte er eine neue Freiheit und Fertigkeit mit Ölfarbe umzugehen. Er begann mit einem Fön zu arbeiten, um das Terpentin besser über die Leinwand zu stoßen und noch mehr zu verdünnen. Neben der abstrahierenden Darstellung des britischen Flusses begibt sich Andrews hier erneut zurück zu seinen künstlerischen Wurzeln. Zwar nicht mehr in dem Ausmaß, wie wir es gewohnt sind, doch erfüllt er hier durch die Darstellung der sechs Personen, die sich in seinem Werk Thames Painting: the Estuary (Mouth of the Thames) (1994–95) am Ufer der Themse befinden, wieder die Tradition der figürlichen Kunst. Diese Serie der Themse-Bilder waren die letzten Bilder, mit denen sich Andrews beschäftigte.
Am 19. Juli 1995 starb Michael Andrews mit 66 Jahren in London an Krebs.

## Andrews Malprozess
Das Arbeiten nach der Natur, so wie Andrews sie ausübte, stand im Zusammenhang mit dem Existenzialismus, auch „Agnostizismus“ genannt, und war eine große Streitfrage der vierziger und fünfziger Jahre. Andrews nahm sich nicht nur Fotografien zu Gebrauch, sondern nutzte sogar Schablonen für verschiedenste Formen. Er vermischte reale Elemente wie etwa Menschen und Orte von einer Fotografie oder einem anderen Gemälde mit seinen Erinnerungen. Bei Good and Bad at Games benutzte er sogar erstmals den Siebdruck für die Darstellung des Hintergrundes und vereinte diesen mit Schablonen. Um das Terpentin besser über die Leinwand zu stoßen und noch mehr zu verdünnen, begann Andrews bei seinen River-Thames-Bildern mit einem Fön zu arbeiten.
Michael Andrews war ein sehr langsamer Maler. Er schuf in seiner gesamten Laufbahn von 45 Jahren nur eine geringe Zahl von ungefähr 95 Gemälden. Nur selten stellte er aus, scheute die Öffentlichkeit und ließ sich bei seiner Arbeit viel Zeit. Nur sieben Mal hatte er Einzelausstellungen. Oft malte Andrews in einem Jahr gerade einmal ein bis zwei Bilder.